# Alexander (beeldhouwer)

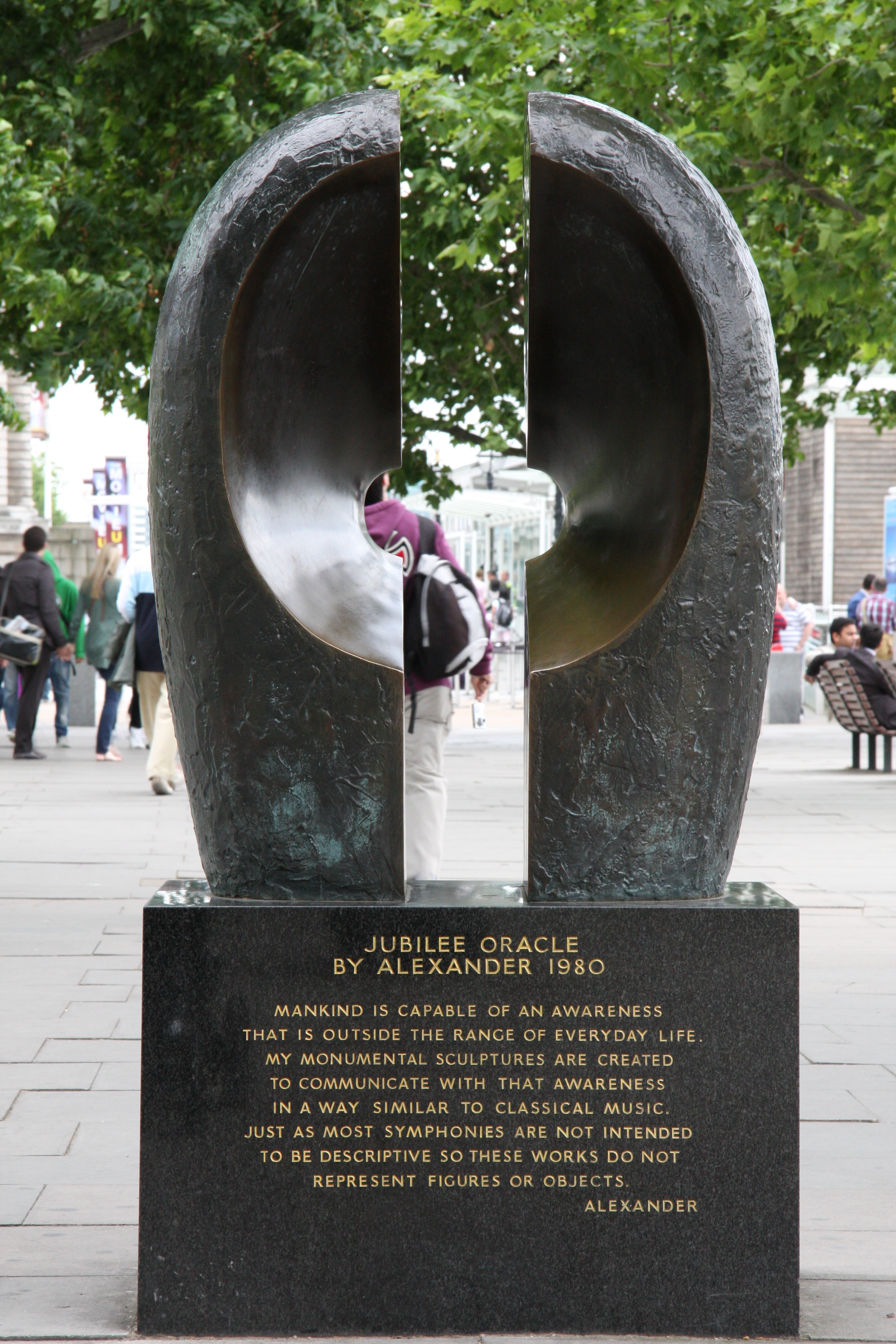
Jubilee Oracle in Londen

Alexander (Engeland, 1927) is een Engelse schilder en beeldhouwer.

## Leven en werk
Van de beeldhouwer Alexander is niet meer bekend dan zijn voornaam en geboortejaar. Hij ontving tot 1950 zijn opleiding aan St. Martins School of Art in Londen en kreeg zijn eerste solo-expositie in hetzelfde jaar in het Londense Artists' House. Vanaf 1970 legde hij zich volledig toe op het beeldhouwen in steen en brons. Hij was in de jaren zeventig en tachtig actief werkzaam in Engeland en Australië.
De kunstenaar woont en werkt thans in Santa Monica in de Verenigde Staten.

## Werken (selectie)
- Jubilee Oracle (1979/80), Jubilee Gardens in Londen (onderdeel van de beeldenroute South Bank Sculpture Stroll)
- Duet in Marble (1980/81), University Hospital in Nottingham
- Pallisandro (1982), University of Western Australia in Perth
- Music Sculpture (1986/87), Lane Cove Park in Sydney
- The Cross (2007), Oaks Christian School in Westlake Village (U.S.A.)
- Curved Air en Uranus (jaren tachtig), Thousand Oaks Civic Arts Plaza in Thousand Oaks – geplaatst in 2007 ter gelegenheid van de tachtigste verjaardag van de kunstenaar
- Oracle in Stone (jaren tachtig), Thousand Oaks Senior Center in Thousand Oaks – geplaatst 2007